# Râul Mălei
Râul Mălei este un afluent al râului Ticuș, parte a bazinului hidrografic Olt. 

## Hărți
- Harta Județului Brașov